# Лэмпицкий, Михаил Михайлович
Михаил Михайлович Лэмпицкий  (14 ноября 1856 — 29 декабря 1930) — горный инженер, предприниматель, польский общественный и политический деятель, депутат Государственной думы Российской империи IV созыва Петроковской губернии.

## Биография
По национальности поляк,  потомственный дворянин. Его родители - Михал Лэмпицкий (1818-1895), дворянин Плоцкой губернии Царства Польского и Изабелла урождённая (?). С 1862 года он жил со своими родителями в Самаре, куда выслали после Польского восстания его отца. В 1874 году он окончил Самарскую гимназию. С 1874 по 1881 год он учился в Горном институте в Санкт-Петербурге, одновременно окончил и естественное отделение физико-математического факультета Петербургского университета.
С 1881 служил в Горном департаменте в качестве руководителя переведенного из Варшавы отдела польских горных заводов. В 1884 году проводил геологические исследования в Харьковской, Екатеринославской и Курской губерниях, имел чин титулярного советника. В 1885 - исполняющий должность старшего столоначальника Соляного отдела Горного департамента.  Он изучал солёные озера в Западной Сибири и проводил другие гидрологические работы в этом районе. Исследовал Славянские минеральные воды. Ему также поручались геологические исследования в Царстве Польском. С 1885 года он занимался разработкой геологической карты Домбровского угольного бассейна.
С 1890 перешёл на службу в Отделение Польских горных заводов Горного департамента, для чего оставил Санкт-Петербург и переехал жить в Домбровский бассейн. Начиная с 1895 года, состоял по Главному горному управлению (ГГУ) с откомандированием для технических занятий в распоряжение горнопромышленного общества «Граф Ренард» в Сосновицким районе,   там стал управляющим каменноугольными шахтами этого общества. Данную должность занимал вплоть до 1901 года. В те же годы был активным членом различных польских промышленных и научных обществ. С 1891 года стал членом физиографической комиссии Академии художеств и наук. Из Домбровского бассейна происходили инициаторы, учредители и члены редакционной коллегии журнала «Обзор горнодобывающей и металлургической промышленности», который начал выходить там, начиная с октября 1903 года.
В 1901-1906 годах директор-распорядитель акционерного общества Страховицких горных заводов в Радомской губернии. Начиная с 1906 года, директор Общества промышленников губерний Царства Польского, Варшавского общества для надзора за паровыми котлами, товарищ председателя Общества поощрения кустарного промысла в Царстве Польском. С 1906 по 1912 являлся управляющим делами Общества промышленников губерний Царства Польского. Опубликовал ряд работ по горному делу. 
Вышел в отставку[когда?] в чине действительного статского советника.
С 1900 года совладелец фирмы по проведению горных и буровых работ "М. Лэмпицкий и К°" в городе Сосновицы Петроковской губернии. На протяжении многих лет компания неоднократно меняла своё название. После 1905 года её акционерами были, в частности, инженеры Домбровского Бассейна: Юзеф Пржедпельский, Антоний Ольшевский, Станислав Свентоховский, Эдвард Поплавский. Филиалы фирмы были созданы в Катовицах, Варшаве и Вильнюсе. Фирма провела крупномасштабные буровые работы по всей Польше, а также на Украине, Белоруссии и Литве. Среди прочего она производила работы по устройству артезианских колодцев. Лэмпицкий также был акционером нескольких других компаний, в том числе Корвиновского керамического завода около Ченстохова, фабрики сельскохозяйственных машин М. Вольского (M. Wolski) в Люблине и других. Общая стоимость имущества оценена в 500 тысяч рублей.
В ноябре 1905 года был в составе делегации поляков к премьер-министру С. Ю. Витте. Целью делегация была просила пересмотреть политику российского правительства по отношению к Царству Польскому. Один из активных деятелей польской колонии в Санкт-Петербурге. С марта 1906 года секретарь Польского центрального избирательного комитета в Санкт-Петербурге. Подвергался преследованиям со стороны Российских властей; в том числе в 1907 году был «забаллотирован» при выборах во Вторую Государственную Думу, был вынужден эмигрировать в Швейцарию, затем в Германию. Вернувшись в Польшу, продолжил службу в горнозаводских обществах.
20 октября 1912 года избран в Государственную думу IV созыва от общего состава выборщиков Петроковского губернского избирательного собрания. Вошёл в состав Польского коло. Состоял в думской  бюджетной комиссии, комиссиях о торговле и промышленности и по рабочему вопросу.
Накануне Первой мировой войны через Швецию уехал в Западную Европу, въехал на оккупированную территорию Польши по австрийскому паспорту. По польским источникам Лэмпицкий отказался от российского гражданства, но известно, что при этом он подписывал свои статьи в западной прессе "Депутат Российской Государственной Думы" ("député a la Douma d'Empire"). Пользуясь помощью Австро-Венгрии, создал Лигу польской государственности и стал её президентом. 12 декабря 1915 года единогласно исключен из фракции Польского коло за  "антироссийскую деятельность". После оккупации Царства Польского германскими войсками активно сотрудничал с оккупационной администрацией. В конце 1916 года он был назначен членом Временного государственного совета (ВГС), в котором он перешел в Министерство внутренних дел. С 1917 года он был членом Военной комиссии, созданной ВГС. 15 декабря 1916 года постановлением Государственной Думы лишён депутатского мандата, официальная причина - непосещения заседаний, однако истинной причиной исключения стало его сотрудничество с германскими оккупационными властями.
После восстановления независимости Польши был назначен постоянным консультантом Министерства промышленности и торговли. В занимался, вопросами организации работы на шахтах и металлургических заводах в Силезии и в Домбровском бассейне. Он участвовал во многих комитетах, в том числе был занят подготовкой проекта закона о горном деле и о статусе Государственного геологического института.  Активно участвовал в становлении независимого Польского государства, являлся одним из создателей польских военных формирований. В 1918 году выбран в Государственный совет Царства Польского. После провозглашения независимости Польши занимал ряд ответственных постов, в том числе в Министерстве промышленности и торговли. В 1920-х годах связан с монархическим движением. После 1923 года жил в Быдгоще, где продолжал заниматься политической деятельностью. Активно сотрудничал с "Быдгошским ежедневником" «Dziennik Bydgoski», местным органом польских христианских демократов, где публиковал свои многочисленные статьи.

## Семья
- Жена (с 1889 года) — Йозефина (Józefiną) урождённая Бичинская. Брак остался бездетным.

## Сочинения
- Grand problème international. Lausanne :  1915. - 107 s.  - (Publications de L'Agence Polonaise de Presse a Rapperswil)
- Lettre d'un Polonais au Grand-Duc Nicolas Nicolajevitsch : écrite au mois de septembre 1914 par Michel Łempicki député a la Douma d'Empire. - Piotrków : Czcionkami Druk. Państwowej, 1916. - 40 s.
- Z Rosją czy przeciw Rosji? / napisali Michał Łempicki; wstępem oparzył Stanisław Thugutt. - Warszawa : Sp. Wydaw. Odrodzenie, 1916. - 113 s.

## Награды
- Орден Святого Станислава 3-й степени,
- Орден Святой Анны 3-й степени.

### Рекомендуемые источники
- Brzoza Cz., Stepan K. Poslowie polscy w Parlamente Rosyjskim, 1906—1917: Slownik biograficzny. Warszawa, 2001.
- "Dziennik Bygdoski" z 31 grudnia 1930 (nekrolog M. Łempickiego)
- Małgorzata Śmiałek. Sosnowieckie ABC, tom II.: Muzeum w Sosnowcu, 2003, s. 30-31. ISBN 83-89199-03-3.

### Архивы
- Российский государственный исторический архив. Фонд 1278. Опись 9. Дело 462.